# Erieye

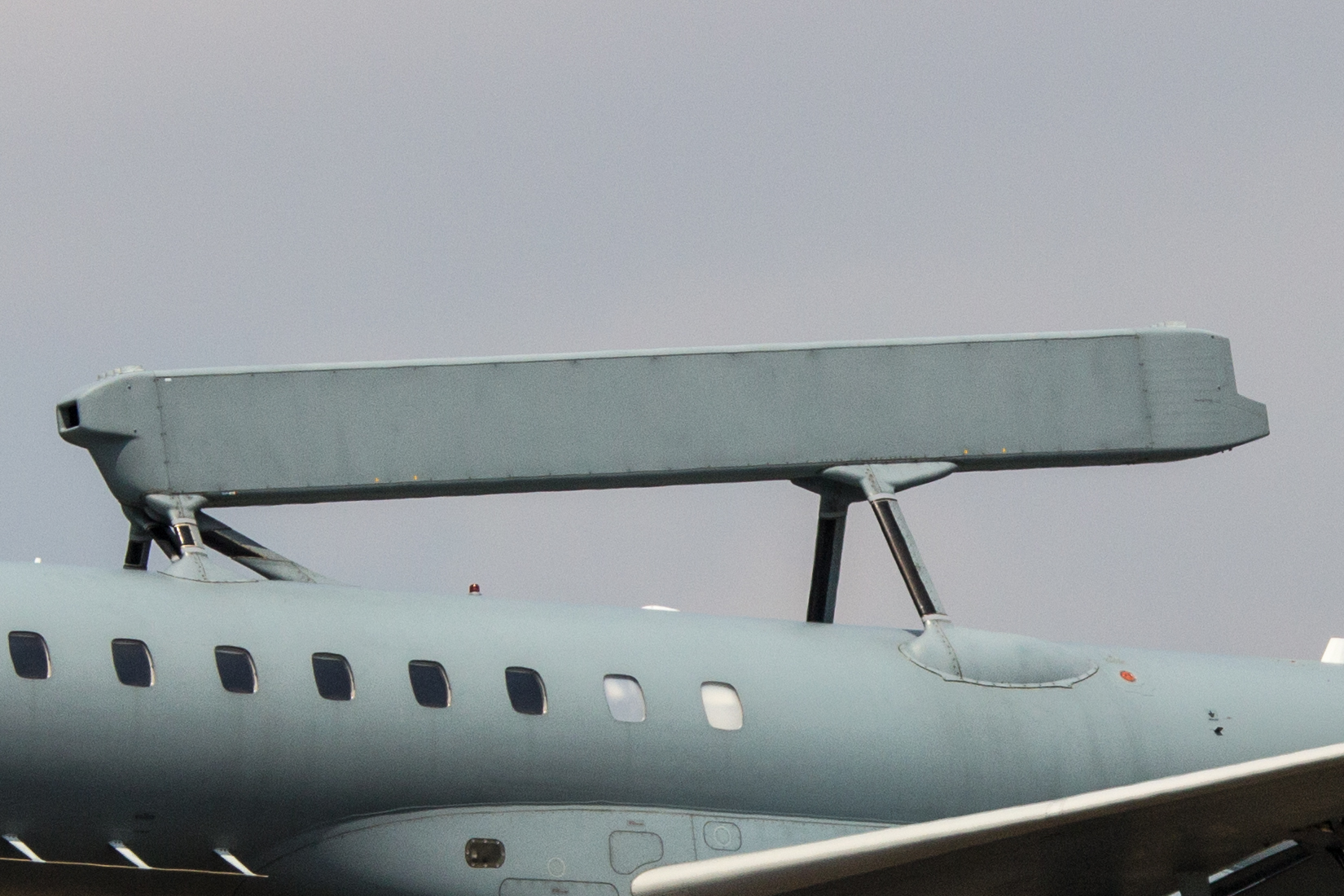
Een Erieye op een Embraer 145SA van de Griekse luchtmacht in 2013

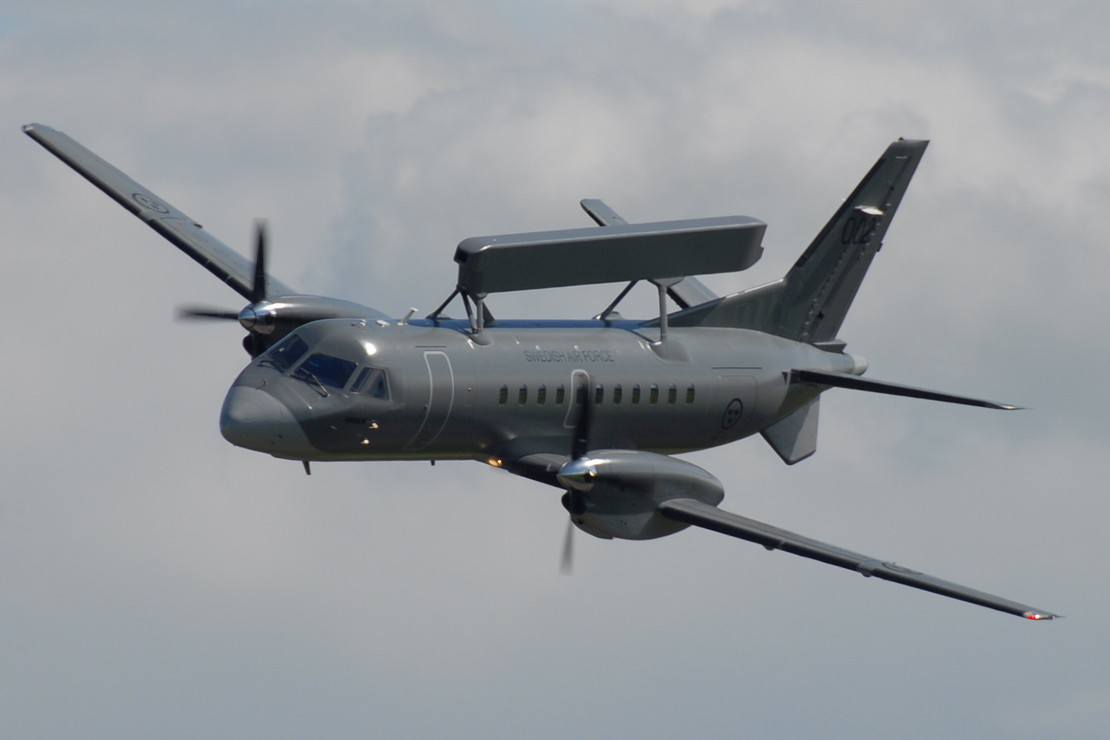
Een Erieye op een Saab 340 van de Zweedse luchtmacht in 2010

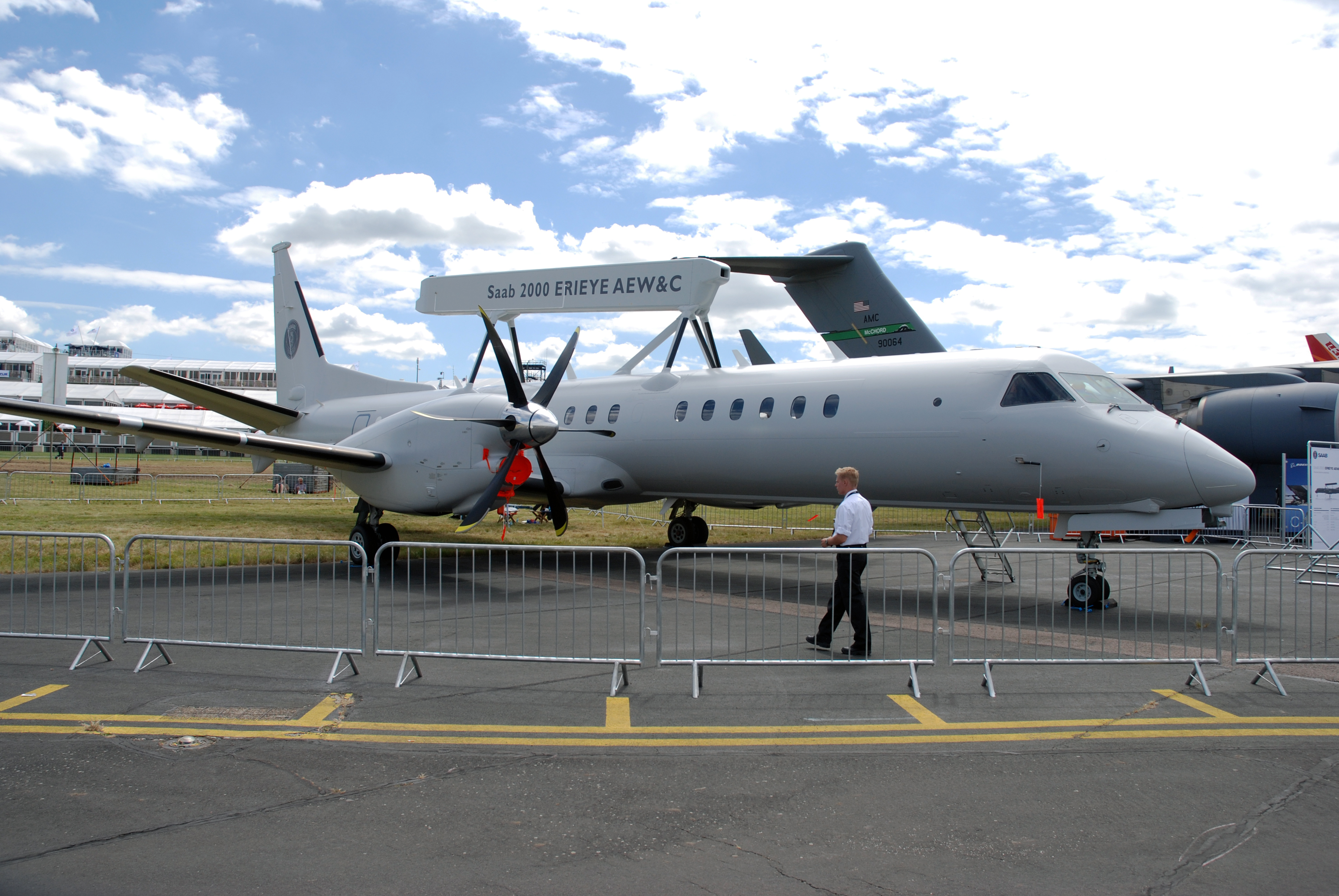
Een Erieye op een Saab 2000 in 2008

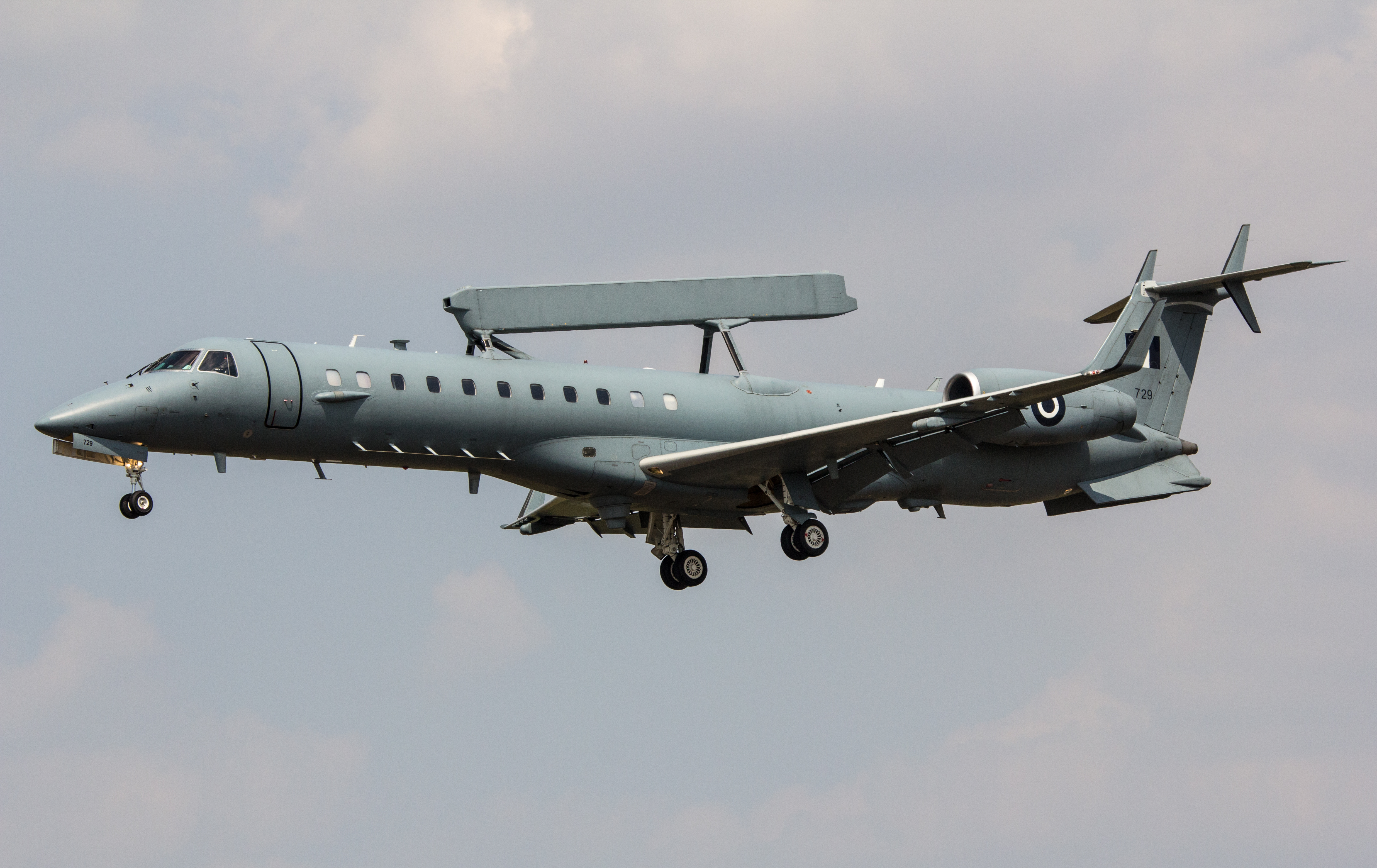
Een Erieye op een Embraer R-99 van de Griekse luchtmacht in 2013

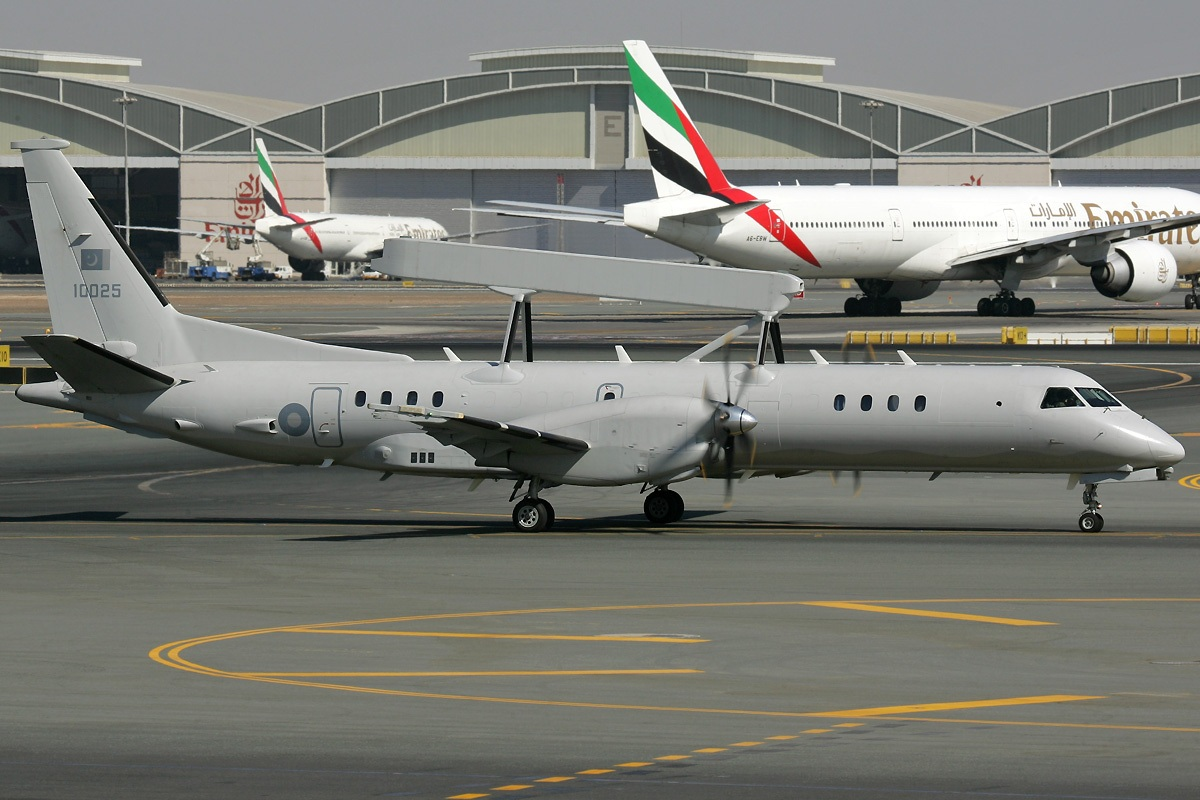
Een Erieye op een Saab 2000 van de Pakistaanse luchtmacht in 2011

Erieye  of Ericson eye is een airborne warning and control system van het Zweedse Ericsson, nu Saab. Het is een radar zonder bewegende delen met een actieve elektronisch gescande antenne-array (AESA). Hij kan gemonteerd worden op de rug van vijf verschillende vliegtuigen en ziet tot 450 km ver met 2 x 150° zicht langs bakboord en stuurboord.

## Geschiedenis
In 1985 droeg het Ministerie van Defensie van Zweden Ericsson op om de PS-890 Erieye AEW radar te ontwikkelen. 
In 1985 volgde een testvlucht op een Fairchild Swearingen Metroliner.
In 1993 werden zes radars gebouwd voor de Zweedse luchtmacht op de Saab SF-340. 
In 1996 werden de eerste twee radars geleverd.

## Ontwerp
In tegenstelling tot een radome zijn er geen bewegende delen, dus geen sleet of smering en kan een doelwit sneller detecteren en volgen en biedt betere aerodynamica.
De antenne-array bestaat uit 192 modules voor zenden en ontvangen.
De radar werkt in de S-band.
De radar heeft een Identification friend or foe.
Hij kan op zee onderscheid maken tussen golven en schepen op basis van het Doppler-effect.
Hij voldoet aan de eisen van de Noord-Atlantische Verdragsorganisatie.
Hij kan gegevens doorzenden naar de grond of andere vliegtuigen over een datalink.
De “Erieye Ground Interface Segment” (EGIS) maakt deel uit van de software.

## Vliegtuigen
- Embraer R-99
- Bombardier Global Express (GlobalEye)
- Saab SF-340
- Saab SF-2000
- Fairchild Swearingen Metroliner

## Gebruikers
- Brazilië Braziliaanse luchtmacht Embraer R-99
- Griekenland Griekse luchtmacht vroeger Saab SF-340 nu Embraer R-99
- Mexico Mexicaanse luchtmacht Embraer R-99
- Pakistan Pakistaanse luchtmacht Saab SF-2000[5]
- Polen Luchtmacht van de Poolse Republiek Saab SF-340[6]
- Saoedi-Arabië Koninklijke Saoedische luchtmacht Saab SF-2000[7][8]
- Zweden Zweedse luchtmacht Saab SF-340
- Thailand Koninklijke Thaise luchtmacht Saab SF-340
- Verenigde Arabische Emiraten Emiratische luchtmacht Saab SF-340[9][10]

## Inzet
Op 16 augustus 2012 om 2:00 vielen negen Taliban strijders de luchtmachtbasis Minhas van de Pakistaanse luchtmacht aan en ze vernielden een Saab 2000 met een Erieye en ze beschadigden een andere. Bij een vuurgevecht stierven alle negen aanvallers en ook twee Pakistaanse soldaten.
In februari 2019 voerden gevechtsvliegtuigen van de Pakistaanse luchtmacht een luchtaanval Operation Swift Retort uit op Jammu en Kasjmir (unieterritorium) als vergelding voor de luchtaanval van de Indiase luchtmacht in 2019 op Balakot. Hierbij kregen ze steun van een Saab 2000 met Erieye en een Dassault Falcon 20.